# Remi Criel
Remigius Bernard (Remi) Criel (Sleidinge, 7 oktober 1899 - Oosteeklo, 30 juni 1973) was een Belgisch burgemeester van de voormalige Oost-Vlaamse gemeente Oosteeklo.

## Levensloop
Remi Criel was beroepshalve landbouwer.
Hij werd gemeenteraadslid en schepen van Oosteeklo. Na het overlijden van burgemeester Prosper Van Hecke in oktober 1950, werd Criel in december 1950 aangesteld als zijn opvolger. Bij de gemeenteraadsverkiezingen van 1952 kon de CVP haar meerderheid behouden en bleef Criel burgemeester. 
Bij de gemeenteraadsverkiezingen van 1958 verloor de CVP haar meerderheid en behaalde ze een zware nederlaag. Hierdoor belandde de partij in de oppositie en verloor Criel zijn burgemeesterschap. Hij werd opgevolgd door brouwer Willy Roegiers van de Christelijke Volksbelangen.